# Goupil ou face
Goupil ou Face est une bande dessinée autobiographique et éducative, publiée en 2016 par Vraoum. À l'aide d'un petit renard, une allégorie de la cyclothymie, la bédéiste Lou Lubie y décrit son expérience de bipolarité, tout en fournissant des informations scientifiques sur sa maladie.

## Résumé
La bande dessinée débute lorsqu'à l'âge de 16 ans, l'autrice commence à ressentir une tristesse inexplicable. Une fois qu'elle intègre une école d'art, celle-ci disparait, mais ses symptômes refont surface l'année suivante, au moment où Lou entreprend des études de game design. Elle pense faire une dépression et consulte donc son médecin généraliste, qui lui prescrit des antidépresseurs et lui conseille la psychothérapie. Après une séance chez le psychiatre, elle décide de plutôt s'orienter vers une psychothérapeute, qu'elle verra pendant près d'un an. Du jour au lendemain, la narratrice se sent bien : elle devient productive et se réjouit à l'idée d'être guérie, quand soudain, son humeur rechute. Ce cycle se répète plusieurs fois, allant inexplicablement de l'euphorie à la dépression, Lou parvient à finir ses études malgré les nombreuses difficultés qu'elle rencontre, et emménage avec son partenaire. 
Après une autre chute d'humeur, l'autrice se décide de consulter un nouveau psychiatre, qui lui dit qu'elle est « trop jeune pour faire une dépression » ; son collègue est du même avis, contribuant au désespoir de Lou qui a de violentes crises d'angoisse. Elle rencontre ensuite une psychologue spécialiste des thérapies cognitives et comportementales, qui émet l'hypothèse qu'il puisse s'agir d'un trouble de l'humeur. Lorsque la jeune femme apprend qu'elle doit patienter deux semaines avant de rencontrer un psychiatre capable de lui prescrire un traitement, elle commence à avoir des envies suicidaires. Le lecteur rencontre pour la première fois le personnage de la mort, à qui Lou demande de l'épargner de ses souffrances. Prenant cependant vite conscience de son état, elle se fait hospitaliser en psychiatrie. À sa sortie, elle est de nouveau confrontée à deux médecins qui ont des avis opposés en ce qui concerne sa pathologie : l'une parle de phobie sociale, tandis que l'autre dit qu'elle est bipolaire. Fatiguée de tous ces diagnostics différents, Lou fait des recherches personnelles sur Internet, et découvre la cyclothymie. Pour la première fois, l'autrice se sent comprise, et rencontre une allégorie physique de sa maladie : un petit renard. 
Celui-ci lui explique en détail ce qu'est que la cyclothymie, éduquant ainsi le lecteur avec une touche d'humour. Lou apprend qu'il existe six grands types de tempérament, dont le sien, qu'elle partage avec 6 % de la population. Ensuite, le goupil révèle qu'il s'agit d'un trouble génétique, et se sert de dessins ludiques pour montrer le dysfonctionnement des neurotransmetteurs dans le cerveau, ainsi que les conséquences qu'a cette maladie sur le poids et le développement de troubles anxieux. À l'aide de graphiques et de statistiques, le lecteur a accès à de nombreuses informations scientifiques, dont la compréhension est facilitée par le personnage du renard. Par la suite, l'animal accompagne Lou dans le « merveilleux monde des bipolaires », où ils rencontrent plusieurs autres types de renard, notamment la bipolarité type 1 et la bipolarité type 2. Pour chacun d'entre eux, des explications sont fournies.
Revenant à la réalité, la narratrice annonce son diagnostic à son partenaire, qui se montre aimant et lui offre du soutien. Comprenant enfin ce qu'il lui arrive, Lou commence à analyser des éléments de son quotidien, et identifie des moments d'hypersensibilité, des sauts d'humeur brusques et des états mixtes. En compagnie de son renard qui est maintenant omniprésent, elle apprend ce qu'est le phénomène du novelty seeking et comprend pourquoi elle a souvent rencontré des difficultés à entretenir des relations stables. Par la suite, prise par une vague d'angoisse, elle met en place des stratégies de sorte à mieux gérer ses crises. De plus, le lecteur découvre les différentes implications des épisodes dépressifs que l'entourage de la jeune femme a du mal à concevoir. Le renard, devenu grand, noir et « affamé », se nourrit de son appétit, de sa motivation et de son énergie. Cette fois-ci, Lubie donne des conseils pour « redonner des couleurs » au goupil. 
Après un second épisode suicidaire, durant lequel le personnage de la mort est de nouveau présent, Lou traverse une période d'hypomanie. Elle se sent invincible, déborde d'énergie, et entreprend des projets ambitieux tels que devenir factrice, alors qu'elle ne possède pas de permis de conduire. Lorsque son euphorie se transforme en dysphorie, la jeune femme va une fois de plus consulter un psychiatre. L'autrice profite de cette occasion pour fournir des informations au sujet des « psys », en expliquant la différence entre un psychologue, un psychiatre, un psychothérapeute et un psychanalyste. En outre, lorsque Lou débute un traitement à base de thymorégulateurs, elle instruit le public sur les différentes conséquences de la prise de médicaments, notamment de lithium. 
Enfin, Lubie décrit les différents types de réactions qu'ont eus les personnes de son entourage à l'annonce de sa maladie. Elle dénonce ainsi les préjugés d'une société peu ou mal sensibilisée au sujet des maladies mentales, et brise le mythe du « bipolaire dangereux ». À la fin de son ouvrage, Lou Lubie se dessine, confiante, avec son renard dans les bras, soulignant qu'elle a appris à « l'apprivoiser », et donc à vivre avec sa maladie, qu'elle a acceptée comme une partie de soi.

## Couleurs et composition
- Si vous ne connaissez pas le sujet, laissez ce bandeau (vous pouvez alors contacter les auteurs).
- Si vous supprimez le contenu mis en cause (vous pouvez préalablement contacter les auteurs),

argumentez précisément cette suppression dans la page de discussion
(un manque de référence n'est pas un argument ; une recherche réelle de référence doit avoir été effectuée, être formellement documentée).
La cyclothymie étant un trouble lié aux changements d'humeur, engendrant des épisodes hypomaniques et dépressifs, Lubie utilise des procédés artistiques bien distincts pour illustrer ces deux symptômes. 
Dans un premier temps, lorsqu’elle décrit ses périodes de hypomanie, elle se sert souvent de la couleur orange, qui, stridente par rapport aux autres cases en noir et blanc, attire l'attention. De plus, elle supprime la distance traditionnelle entre chaque case, et en aligne quatre par bande. Ainsi, elle créé un effet de rapidité et d'agglomération, faisant référence à l'euphorie qu'elle ressent, et l'efficacité excessive dont elle fait preuve. Lorsqu'elle est entourée de ses proches, cependant, la couleur revient au noir et blanc, soulignant la réalité que ceux-ci perçoivent, alors qu'elle n'en est pas capable. 
Lorsque Lubie décrit la dépression, la planche devient au contraire complètement noire : l'auteur comprend que Lou se sent engouffrée, qu'elle se noie (elle en fait souvent la métaphore). Peu de cases sont présentes sur une page, soulignant le sentiment de vide et la perte d'énergie. Le personnage de la mort est présent, et le temps semble ralenti.
Enfin, Lubie rend son œuvre pédagogique en insérant plusieurs informations scientifiques sur la cyclothymie, la bipolarité en général, et la dépression. Elle brise ainsi le Quatrième Mur en s'adressant directement au lecteur, et supprime le cadre de ses cases pour préciser qu'il ne s'agit plus de l'histoire en soi, mais de faits généraux. Elle ajoute ainsi une touche d'humour qui rend la compréhension plus facile, tout comme le personnage du goupil. Il lui arrive également de se servir de planches entières de sorte à attirer l'attention sur une statistique, de se servir de graphiques et de dessins inspirés d'IRM. L'orange, le noir et le blanc sont toujours présents, mais dans des nuances plus douces.

## Le renard, une allégorie de la bipolarité
- Si vous ne connaissez pas le sujet, laissez ce bandeau (vous pouvez alors contacter les auteurs).
- Si vous supprimez le contenu mis en cause (vous pouvez préalablement contacter les auteurs),

argumentez précisément cette suppression dans la page de discussion
(un manque de référence n'est pas un argument ; une recherche réelle de référence doit avoir été effectuée, être formellement documentée).
Au fil du récit autobiographique, la figure du renard évolue : il s'agit, au début, d'une simple tâche que l'autrice appelle « la chose noire ». Malgré plusieurs apparitions effrayantes pendant ses épisodes dépressifs, Lou ne rencontre véritablement le goupil qu'après avoir découvert qu'elle est cyclothymique. L'animal est enfin reconnu pour ce qu'il est, et devient par conséquent moins terrifiant : il est petit, orange, et ressemble à un animal de compagnie.
Lorsque la jeune femme est angoissée ou triste, il montre ses dents et devient géant : il se nourrit de son envie de vivre et de sa confiance en soi. Au contraire, pendant les phases d'hypomanie, celui-ci redevient orange mais reste très grand ; il chuchote des idées peu rationnelles dans l'oreille de Lou et l'encourage à faire des choix irresponsables. Il est omniprésent. Au fur et à mesure que la narratrice apprend à « l'apprivoiser », cependant, celui-ci retrouve sa forme naturelle et accompagne Lou dans son quotidien, tel un animal de compagnie dont il faut prendre soin mais également aimer.

## Publication et réception
Traduit en plusieurs langues et largement apprécié par la critique, Goupil ou Face a souvent été loué pour ses qualités humoristiques et pédagogiques. Effectivement, selon le magazine Science et Avenir, il s'agit d'une « bande dessinée à lire de toute urgence ». Qualifiée de « remarquable » par Comixtrip et d'une « initiative extrêmement courageuse » Sophie Von Kelen dans L’avis des bulles, l’œuvre a également servi de support pour une webdocumentaire créé par l’association Solidarité Réhabilitation, du nom de « Epsykoi ».

## Pages bonus
Dans la deuxième édition de son ouvrage, datant de 2019, Lou Lubie dédie neuf nouvelles pages de bande-dessinée aux proches des personnes bipolaires. Elle répond donc à plusieurs messages qu'elle a reçus après la publication de la première édition de 2016, donnant des conseils aux amis et à la famille des personnes concernées. D'une part, elle explique l'importance de « comprendre, d'accepter et de soutenir », sans pour autant laisser la pathologie définir l'être proche. De plus, elle explique comment gérer les crises et les sauts d'humeurs, tout en soulignant que dans une relation saine, il ne devrait pas y avoir un malade et un sauveur : l'équilibre est nécessaire.

## Traductions
- Espagnol : Cara o Cruz, Conviviendo con un Trastorno Mental[6]
- Italien: La mia Ciclotimia a la Coda Rossa[7]

## Sources et références
1. ↑  Lou Lubie, Goupil ou Face, Paris, Vraoum Éditions, 2016, 138 p. (ISBN 978-2-36535-251-2)
2. ↑  Stéphane Desmichelle, « Une bande dessinée à lire de toute urgence sur les troubles bipolaires », 24 octobre 2016
3. ↑  Damien Canteau, « Goupil ou Face », 14 octobre 2016
4. ↑  « Goupil ou face » [livre], sur vraoum.eu (consulté le 16 août 2020).
5. ↑  Anne-Laure Lebrun, « La stigmatisation, un obstacle au traitement des maladies psychiatriques », 14 janvier 2018
6. ↑  (es) Lou Lubie, Cara o Cruz, Conviviendo con un Trastorno Mental, Norma, 2018, 138 p. (ISBN 978-84-679-3216-4)
7. ↑  (it) Lou Lubie, La mia Ciclotimia ha la Coda Rossa, Comicout, 2017, 138 p. (ISBN 978-88-97926-51-1)